# Condado de Franklin (Alabama)
O Condado de Franklin é um dos 67 condados do estado norte-americano do Alabama. De acordo com o censo de 2022, sua população é de 31.932 habitantes. A sede do condado e sua maior cidade é Russellville.
O condado foi fundado em 1818 e recebeu o seu nome em homenagem a Benjamin Franklin (1706–1790), polímata, estadista, cientista e editor, e um dos Pais Fundadores dos Estados Unidos. É um dry county, embora a venda de bebidas seja permitida em Russellville.

## História
O condado foi estabelecido em 6 de fevereiro de 1818. Em 1840, o condado se tornou líder na indústria de ferro do Alabama. Por anos os líderes do condado trabalharam para definir a sua sede, definindo-a em Russellville em 1820, nomeada em honra ao major William Russell, que se domiciliou na área após servir com Andrew Jackson durante a Guerra Creek.
Em 1867, a partir do seu território foi criado o condado de Colbert, devido à questões políticas no período da Reconstrução. O condado posteriormente foi abolido e reestabelecido em 24 de fevereiro de 1870.
Após a criação do condado de Colbert, a sede foi transferida para  Belgreen, ali permanecendo até um misterioso incêndio destruir a corte em 1890. Na nova eleição para definir a sede, eventualmente, a cidade de Russelville retomou o seu posto inicial, em 1891.

## Geografia
De acordo com o censo, sua área total é de 1.675 km², destes sendo 1.642 km² de terra e 33 km² de água.

### Condados adjacentes
- Condado de Colbert, norte
- Condado de Lawrence, leste
- Condado de Winston, sudeste
- Condado de Marion, sul
- Condado de Itawamba (Mississippi), sudoeste
- Condado de Tishomingo (Mississippi), noroeste

### Área de proteção nacional
- Floresta Nacional de William B. Bankhead (parte)

## Transportes

### Principais rodovias
- U.S. Highway 43
- State Route 13
- State Route 17
- State Route 19
- State Route 24
- State Route 172
- State Route 187
- State Route 237
- State Route 241
- State Route 243
- State Route 247

### Ferrovias
- Norfolk Southern Railway
- Redmont Railway

## Demografia
De acordo com o censo de 2022:
- População total: 31.932
- Densidade: 19 hab/km²
- Residências: 14.015
- Famílias: 10.955
- Composição da população:
  - Brancos: 91,3%
  - Negros: 4,5%
  - Nativos americanos e do Alaska: 1,8%
  - Asiáticos: 0,4%
  - Nativos havaianos e outros ilhotas do Pacífico: 0,2%
  - Duas ou mais raças: 1,8%
  - Hispânicos ou latinos: 19%

## Comunidades

### Cidades
- Red Bay
- Russellville (sede)

### Vilas
- Hodges
- Phil Campbell
- Vina

### Áreas Censitárias
- Belgreen
- Spruce Pine

### Comunidades não-incorporadas
- Atwood
- Burntout
- Frankfort
- Halltown
- Liberty Hill
- Nix
- Old Burleson
- Pleasant Site
- Pogo